# 宿务岛短尾鹦鹉
宿务岛短尾鹦鹉(学名: Loriculus philippensis chrysonotus)菲律宾短尾鹦鹉的亚种之一，是菲律宾宿务岛的特有亚种。该亚种曾被认为已灭绝，直到一支由菲律宾环境与自然资源部带领的考察队声称已于宿务岛中部的偏远地区发现并捕捉到一只宿务岛短尾鹦鹉。

## 特征
宿务岛短尾鹦鹉可长达14厘米，翼宽可达18厘米。羽毛主要是绿色的。额头、喉部、胸上部和背下部是红色的。头的上部和颈部有不同大小的黄色部分。喙珊瑚红色。虹膜深棕色，腿和脚为橙色。与其它菲律宾短尾鹦鹉不同的是它们的前额是红色的，头上部的其它部分、颈部和背的上部为金黄色的。喉部鲜红色，它的下方更加为橙色。雌鸟和雄鸟类似，只不过它们的颜色不那么灿烂。